# Josip Štolcer-Slavenski

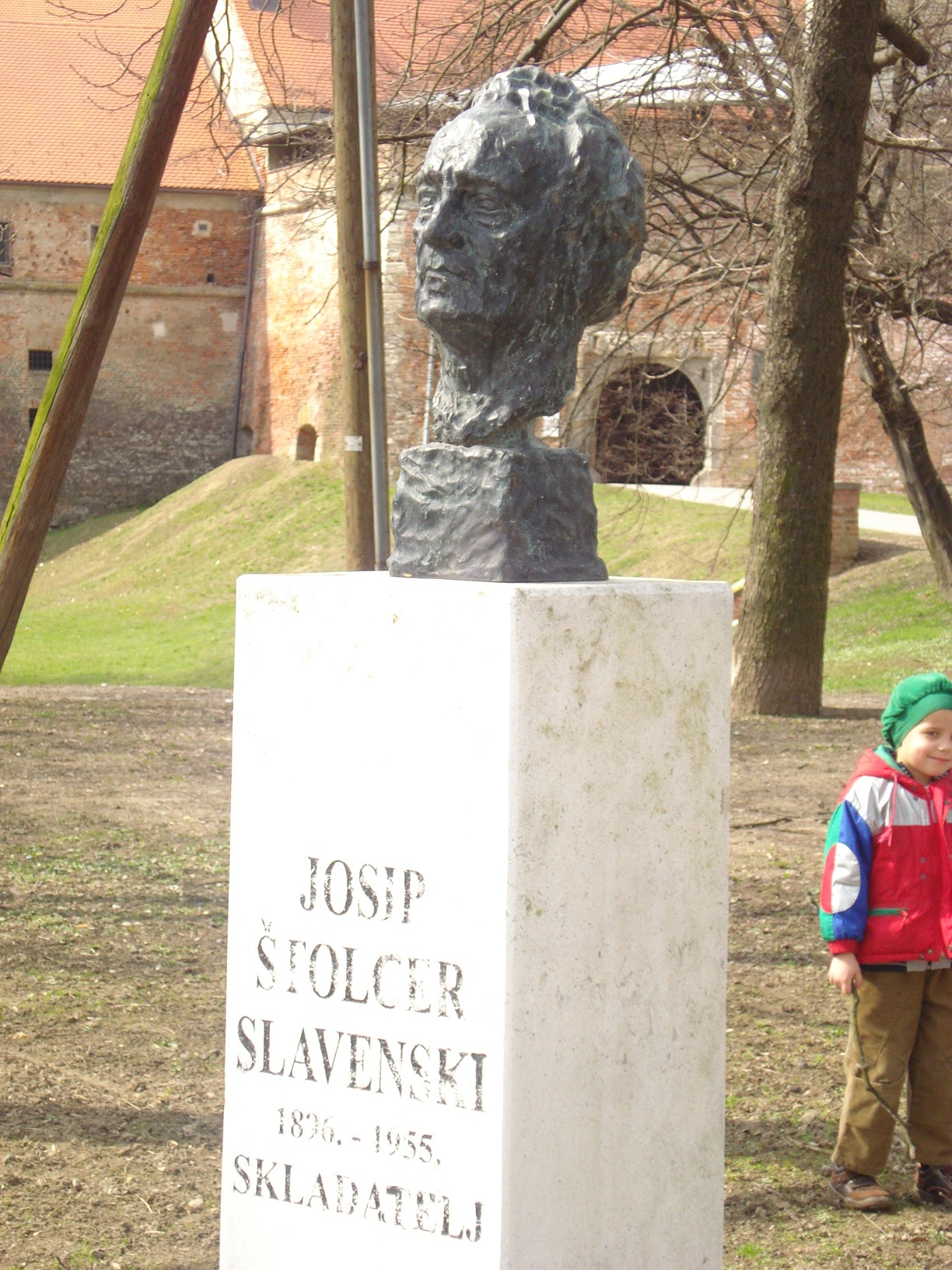
Das Denkmal des Josip Štolcer-Slavenski im Zrinski-Park in Čakovec

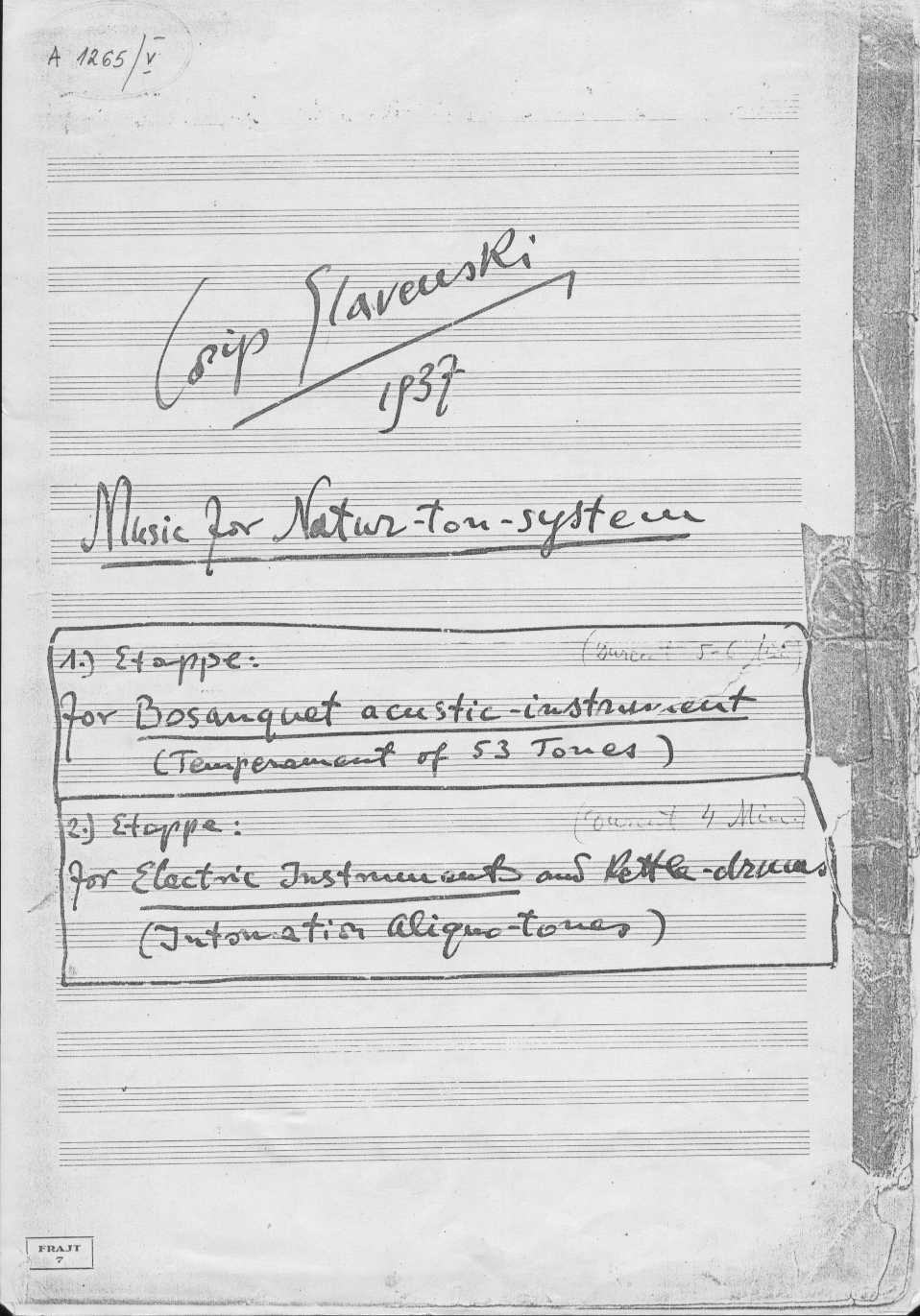
Music for Natur-ton-system (Autograph, 1937)

Josip Štolcer-Slavenski, auch: Josip Slavenski (* 11. Mai 1896 in Čakovec, Kroatien-Slawonien, Österreich-Ungarn; † 30. November 1955 in Belgrad) war ein jugoslawischer Komponist.

## Leben und Wirken
Josip Štolcer wurde 1896 in Čakovec geboren. Sein Vater gab ihm seinen ersten Musikunterricht, dann trat er 1913 in das Budapester Konservatorium ein, wo Komponisten wie Zoltán Kodály, Albert Siklós, und Béla Bartók zu seinen Lehrern gehörten. Sein Studium wurde 1916 durch den Wehrdienst unterbrochen und nach Kriegsende kehrte er in die Bäckerei seines Vaters nach Čakovec zurück. 1921 studierte er in Vítězslav Nováks Meisterklasse am Prager Konservatorium. Während seiner Zeit in Prag, schloss er sich der Internationalen Gesellschaft für zeitgenössische Musik an. Nach Abschluss seines Studiums 1923 kehrte er nach Kroatien zurück und unterrichtete ein Jahr lang an der Musikschule der Zagreber Musikakademie. Damals begann er, mit seinen Nachnamen mit Štolcer-Slavenski zu unterschreiben, was sowohl seine Begeisterung für die jugoslawische Idee als auch eine Absage an seinen deutsch klingenden Nachnamen widerspiegelte. 1924 zog er für den Rest seines Lebens nach Belgrad und unterrichtete zunächst an der Musikschule Stanković, dann an der Musikschule der Belgrader Akademie (1937–45), an der er 1945 Professor für Komposition wurde.
Slavenski erregte erstmals Aufmerksamkeit, als 1920 sein orchestrales Notturno op.1 in Zagreb aufgeführt wurde. 1924 wurde sein Erstes Streichquartett mit Erfolg bei den Donaueschinger Festspielen aufgeführt, seine Sinfonie Balkanophonia zunächst 1927 in Berlin und dann in verschiedenen Musikzentren in Europa und den USA. Slavenski wurde damit der erste jugoslawische Komponist des 20. Jahrhunderts, der sich internationales Ansehen verschaffte. Zu Hause musste er sich jedoch nach den ersten Erfolgen 1920 den Anfeindungen der damals konservativen Belgrader Öffentlichkeit und Kritik stellen. Nach 1938 komponierte er nur noch sehr wenig; Seine Werke wurden zwischen 1940 und 1956 selten aufgeführt und er geriet fast in Vergessenheit. Er starb 1955 in Belgrad. Erst nach seinem Tod wurde sein Rang anerkannt.

## Entwicklung und Erfolge
Zunächst entwickelte sich Slavenski als Autodidakt. Die reiche Volksmusik seiner Heimatregion Medjimurje im Nordwesten Kroatiens hinterließ einen entscheidenden Einfluss auf ihn, und seine jugendliche Faszination für die Klänge von Kirchenglocken und die komplizierten Kombinationen ihrer oberen Teiltöne trugen wesentlich zur Bildung seines harmonischen Idioms bei. Seine frühen Kompositionen aus der Zeit seines Budapester Studiums zeigen eine Mischung aus Spontaneität und großer Experimentierfreude. Polytonalitätund kühne Dissonanzen tauchten in seinen Klavierstücken bereits 1913 auf, zu einer Zeit, als viele südslawische Komponisten noch überwiegend romantisch mit Anleihen aus der Volkstradition umgingen. Solche Interessen brachten ihn der Musik von Kodály und Bartók nahe , und seine akademischen Studien vertieften die Beherrschung des Kontrapunkts , der ein wesentlicher Bestandteil seines Stils blieb. In den 1920er Jahren experimentierte er weiter mit neuen Ideen: Die Sonate für Violine und Orgel enthält Klänge, die elektronische Musik vorwegnehmen, und die Klaviersonate verwendet aleatorische Techniken. Slavenskis Interesse an Volksmusik weitete sich in den späten 1920er Jahren auf den gesamten Balkan aus, und das kulminierende Ergebnis davon war seine Balkanophonie. Er war gleichermaßen von den mystischen und rituellen Aspekten der Musik angezogen, wie man an Chaos, einem Satz aus der unvollendeten Heliophonia, und Religiophonia, die allgemein als sein Meisterwerk angesehen wird, sehen kann. In den 1920er und 30er Jahren war er einer der ganz wenigen jugoslawischen Komponisten, die ein Bewusstsein für den suchenden Geist der Avantgarde im Ausland zeigten. Sein phantasievoller Einsatz von Schlaginstrumenten mag gelegentlich an Varèse erinnern, dessen Werke er nicht kannte. Er hatte zu Lebzeiten keine Vorgänger in der jugoslawischen Musik und keine Anhänger. Als nach seinem Tod seine Musik bekannter wurde, war es für einen direkten Einfluss auf jugoslawische Komponisten bereits zu spät, obwohl sein kreativer Umgang mit Volksmusik und seine Experimente der 1920er Jahre einen notwendigen Impuls lieferten.
Slavenski komponierte drei Sinfonien, eine sinfonische Dichtung, ein Violinkonzert, Tänze aus dem Balkan für Streichorchester, kammermusikalische Werke, Kantaten, Chorwerke, Lieder und Schauspielmusiken.

## Rezeption
Der britische Musikwissenschaftler Jim Samson beschrieb Štolcer-Slavenski als „zweifellos einen von einer sehr kleinen Handvoll wirklich großer Komponisten aus Südosteuropa in der ersten Hälfte des zwanzigsten Jahrhunderts“.